# Codi Morse

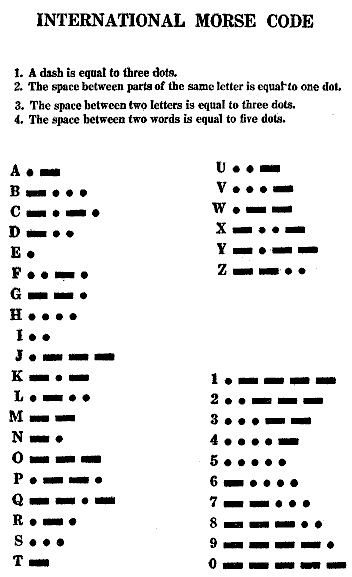
Codi Morse, publicació del 1922

El codi Morse és un mètode per transmetre informació telegràfica, utilitzant seqüències d'elements curts i llargs per representar les lletres, nombres, puntuació i altres caràcters especials d'un missatge. Els elements curts i llargs poden estar formats per sons o polsos, i se solen conèixer per "punts" i "ratlles".
El codi Morse internacional està compost per sis elements:
1. Marca curta, punt (·)
2. Una marca més llarga, ratlla (-)
3. Espai entre caràcters (entre els punts i les ratlles d'un mateix caràcter)
4. Espai curt (entre lletres)
5. Espai mitjà (entre paraules)
6. Espai llarg (entre frases — d'unes set unitats de temps)

Aquests sis elements serveixen de base per al codi Morse internacional i, per tant, poden ser aplicats a l'ús del codi Morse a nivell mundial.

## Història
Va ser desenvolupat per Alfred Vail mentre col·laborava el 1835 amb Samuel Morse en la millora del telègraf elèctric. Vail va crear un mètode pel qual cada lletra o nombre era tramès de manera individual en un codi consistent en ratlles i punts, és a dir, senyals telegràfics que es diferenciaven en el temps de duració del senyal actiu. Morse va reconèixer la idoneïtat d'aquest sistema i el va patentar juntament amb el telègraf elèctric. Aquest codi es va conèixer com l'American Morse Code i va ser utilitzat en la primera transmissió per telègraf.
En els seus inicis, el codi Morse es va utilitzar en les línies telegràfiques construïdes a partir dels cables que es van anar instal·lant. Més endavant, es va utilitzar també en les transmissions per ràdio, sobretot en mar i aire, fins que van sorgir les emissores i receptors de radiodifusió per veu. En l'actualitat, el codi Morse té aplicació gairebé exclusiva en l'àmbit dels radioaficionats, i és exigible sovint el seu coneixement per a l'obtenció de la llicència de radiooperador aficionat fins a l'any 2005; des de llavors, s'anima els organismes que concedeixen aquesta llicència en tots els països a dispensar l'examen de telegrafia als candidats a la llicència, tot i que no és obligatori.

## Representació i temporització
| A sample Morse code transmission |
|                                  |
|                                  |
|                                  |

| codi Morse (sard)–(sard)          |
|                                   |
| (sard) in Morse code at 8 (sard). |
|                                   |

Els missatges en Morse se solen transmetre per un aparell operat a mà, com pot ser un telègraf; per tant, hi ha variacions introduïdes per l'habilitat de l'emissor i del receptor; operadors amb més experiència poden enviar i rebre missatges a velocitats més ràpides. Dels dos símbols utilitzats per a representar lletres, els punts i les ratlles, el que marca la velocitat a la qual s'envia el missatge és el punt, que s'utilitza com a referència per a la temporització.
La velocitat del codi Morse se sol especificar en "paraules per minut". Una ratlla acostuma a ser 3 vegades més llarga que un punt. L'espai entre ratlles i punts d'un mateix caràcter té la longitud d'un punt; entre lletres d'una paraula la longitud és d'una ratlla (3 punts); i entre paraules és de 7 punts. L'estàndard de París defineix la velocitat de la transmissió com el temps necessari per a enviar la paraula "Paris" un cert nombre de vegades per minut. S'utilitza la paraula "Paris" com a referència perquè té precisament 50 punts de durada.
A continuació, hi ha una il·lustració de les convencions de temporització. La frase "MORSE CODE" s'escriuria normalment així, en què - representen ratlles i · representen punts:
```
-- --- ·-· ··· · / -·-· --- -·· ·
M O R S E (espai) C O D E
```

La temporització convencional per a aquesta frase, amb = representant un senyal actiu, i. representant un senyal inactiu, cadascun amb la longitud exacta d'un punt:
```
1 2 3 4 5 6 7 8 
12345678901234567890123456789012345678901234567890123456789012345678901234567890123456789
```

```
M------ O---------- R------ S---- E C---------- O---------- D------ E
===.===...===.===.===...=.===.=...=.=.=...=.......===.=.===.=...===.===.===...===.=.=...=
^ ^ ^ ^ ^
| ratlla punt | |
espai entre símbols espai entre paraules espai entre lletres.
```

El codi Morse internacional està compost de cinc elements:
1. marca curta, punt o dit (dot): la "duració del dit" és una unitat de temps

1. marca llarga, guió o ratlla (dah): tres unitats de temps de llargada

1. espai entre elements entre els punts i les línies dins d'un caràcter: durada d'un punt o una unitat de longitud

1. interval curt (entre lletres): tres unitats de temps de llargada

1. interval mitjà (entre paraules): set unitats de temps de llargada (abans cinc).[5]

## Lletres, nombres i puntuació
| Caràcter   | Codi    | Caràcter   | Codi    | Caràcter   | Codi      | Caràcter   | Codi      | Caràcter                      | Codi        | Caràcter                  | Codi          |
| ---------- | ------- | ---------- | ------- | ---------- | --------- | ---------- | --------- | ----------------------------- | ----------- | ------------------------- | ------------- |
| A (?·pàg.) | · —     | J (?·pàg.) | · — — — | S (?·pàg.) | · · ·     | 1 (?·pàg.) | · — — — — | Punt [.]                      | · — · — · — | Dos punts [:]             | — — — · · ·   |
| B (?·pàg.) | — · · · | K (?·pàg.) | — · —   | T (?·pàg.) | —         | 2 (?·pàg.) | · · — — — | Coma [,]                      | — — · · — — | Punt i coma [;]           | — · — · — ·   |
| C (?·pàg.) | — · — · | L (?·pàg.) | · — · · | U (?·pàg.) | · · —     | 3 (?·pàg.) | · · · — — | Signe d'interrogació [?]      | · · — — · · | Signe d'igualtat [=]      | — · · · —     |
| D (?·pàg.) | — · ·   | M (?·pàg.) | — —     | V (?·pàg.) | · · · —   | 4 (?·pàg.) | · · · · — | Apòstrof [']                  | · — — — — · | Símbol de suma [+]        | · — · — ·     |
| E (?·pàg.) | ·       | N (?·pàg.) | — ·     | W (?·pàg.) | · — —     | 5 (?·pàg.) | · · · · · | Signe d'exclamació [!]        | — · — · — — | Guió, símbol de resta [-] | — · · · · —   |
| F (?·pàg.) | · · — · | O (?·pàg.) | — — —   | X (?·pàg.) | — · · —   | 6 (?·pàg.) | — · · · · | Barra, símbol de fracció [/], | — · · — ·   | Guió baix [_]             | · · — — · —   |
| G (?·pàg.) | — — ·   | P (?·pàg.) | · — — · | Y (?·pàg.) | — · — —   | 7 (?·pàg.) | — — · · · | Obrir parèntesi [(]           | — · — — ·   | Cometes                   | · — · · — ·   |
| H (?·pàg.) | · · · · | Q (?·pàg.) | — — · — | Z (?·pàg.) | — — · ·   | 8 (?·pàg.) | — — — · · | Tancar parèntesi [)]          | — · — — · — | Símbol del dòlar [$]      | · · · — · · — |
| I (?·pàg.) | · ·     | R (?·pàg.) | · — ·   | 0 (?·pàg.) | — — — — — | 9 (?·pàg.) | — — — — · | Ce trencada [Ç]               | — · — · ·   |                           |               |

Existeixen codis Morse adaptats a altres sistemes d'escriptura, com el japonès, el ciríl·lic, el grec, l'àrab, l'hebreu i, fins i tot, els ideogrames xinesos.

## Transmissió
El codi Morse es pot transmetre de diverses maneres: originalment com a impulsos elèctrics al llarg d'un cable de telègraf, però més tard es va estendre a un to d'àudio, un senyal de ràdio amb tons curts i llargs, o tons alts i baixos, o com a senyal mecànic, audible o visual (per exemple, una llum intermitent) utilitzant dispositius com una làmpada Aldis o un heliògraf, una llanterna comuna o fins i tot una botzina de cotxe. Alguns rescats de mines han utilitzat estirar una corda: una estirada curta per a un punt i una estirada llarga per a un dah. Les forces terrestres envien missatges als avions amb senyalització de panell, on un panell horitzontal és un dah i un panell vertical un dit.
Els missatges Morse generalment es transmeten mitjançant un dispositiu manual com ara una clau de telègraf, de manera que hi ha variacions introduïdes per l'habilitat de l'emissor i el receptor: els operadors més experimentats poden enviar i rebre a velocitats més ràpides. A més, els operadors individuals difereixen lleugerament, per exemple, utilitzant guions o espais lleugerament més llargs o més curts, potser només per a caràcters concrets. Això s'anomena el seu puny, i els operadors experimentats poden reconèixer individus específics només per ell. Es diu que un bon operador que envia amb claredat i és fàcil de copiar té un bon puny. Un puny deficient és una característica del codi Morse descuidat o difícil de copiar.

### Emmagatzematge digital
El codi Morse es transmet utilitzant només dos estats (activat i desactivat). El codi Morse es pot representar com un codi binari, i això és el que fan els operadors de telègraf quan transmeten missatges. Partint de la definició ITU anterior i definint un bit com un punt de temps, una seqüència de codi Morse es pot representar de manera aproximada com una combinació de les cinc cadenes de bits següents:
1. marca curta, punt o dit: '1'b
2. marca, guió o línia més llarga: '111'b
3. espai intracaràcter (entre els punts i els guions dins d'un caràcter): 0
4. espai curt (entre lletres): '000'b
5. espai mitjà (entre paraules): '0000000'b

Les marques i els espais en blanc s'alternen: els punts i les traces sempre estan separats per un dels espais en blanc, i els espais en blanc sempre estan separats per un punt o una traça.
Una codificació binària més eficient utilitza només dos bits per a cada element dit o dah, amb l'1 dit -length pausa que ha de seguir després de cada inclòs automàticament per cada 2 codi de bits. Una possible codificació és per valor numèric per a la durada del to de senyal enviat; es podria utilitzar '01'b per a un dit i la pausa automàtica d'un sol dit després, i '11'b per a un dah i la pausa automàtica d'un sol dit després, i '00'b per a la pausa addicional entre lletres (en efecte, una marca de final de lletra). Això deixa el codi '10'b disponible per a algun altre propòsit, com ara un caràcter d'escapament o per representar de manera més compacta l'espai addicional entre paraules (una marca de final de paraula) en lloc de '00 00 00'b (només 6 longituds de dit, ja que el 7è s'insereix automàticament com a part del dit o dah anterior). Tot i que el dit i les pauses entre lletres resulten ser el mateix, per a qualsevol lletra que contingui un dah, la codificació de dos bits utilitza la memòria digital de manera més compacta que les cadenes de bits de conversió directa esmentades anteriorment. Incloent-hi els espais de separació de lletres, tots els codis Morse internacionals es comprimeixen en 12 bits o menys (5 símbols), i la majoria encaixen en 10 bits o menys (4 símbols); la majoria dels signes procedimentals encaixen en 14 bits, i alguns només necessiten 12 bits (5 símbols); i tots els dígits requereixen exactament 12 bits.
Per exemple, Morse G (+ 2 els punts buits addicionals per a final de lletra) es codificarien en binari com a '11'b, '11'b, '01'b, '00'b; quan s'empaqueta és '1111 0100'b = 'F4'x, que s'emmagatzema en només un byte (dos nibbles) (com ho fa cada codi de tres elements). La codificació de bits per al mètode més llarg esmentat anteriorment codificaria la mateixa lletra com a '1110'b, '1110'b, '1000'b = '1110 1110 1000'b = 'EE8'x, o un byte i mig (tres nibbles). L'estalvi d'espai permet que els dispositius petits, com els manipuladors de memòria portàtils, tinguin més seqüències de codi Morse internacional i més llargues en xips RAM de microprocessadors de controladors de dispositius convencionals petits.

### Codi de cable
Les constants de temps molt llargues del segle xix i principis del XX els cables de comunicacions submarins del segle XX requerien una forma diferent de senyalització Morse. En lloc d'activar i desactivar un voltatge durant temps variables, els punts i les línies es representaven mitjançant dues polaritats de voltatge impreses al cable, durant un temps uniforme.

## Ús del codi Morse

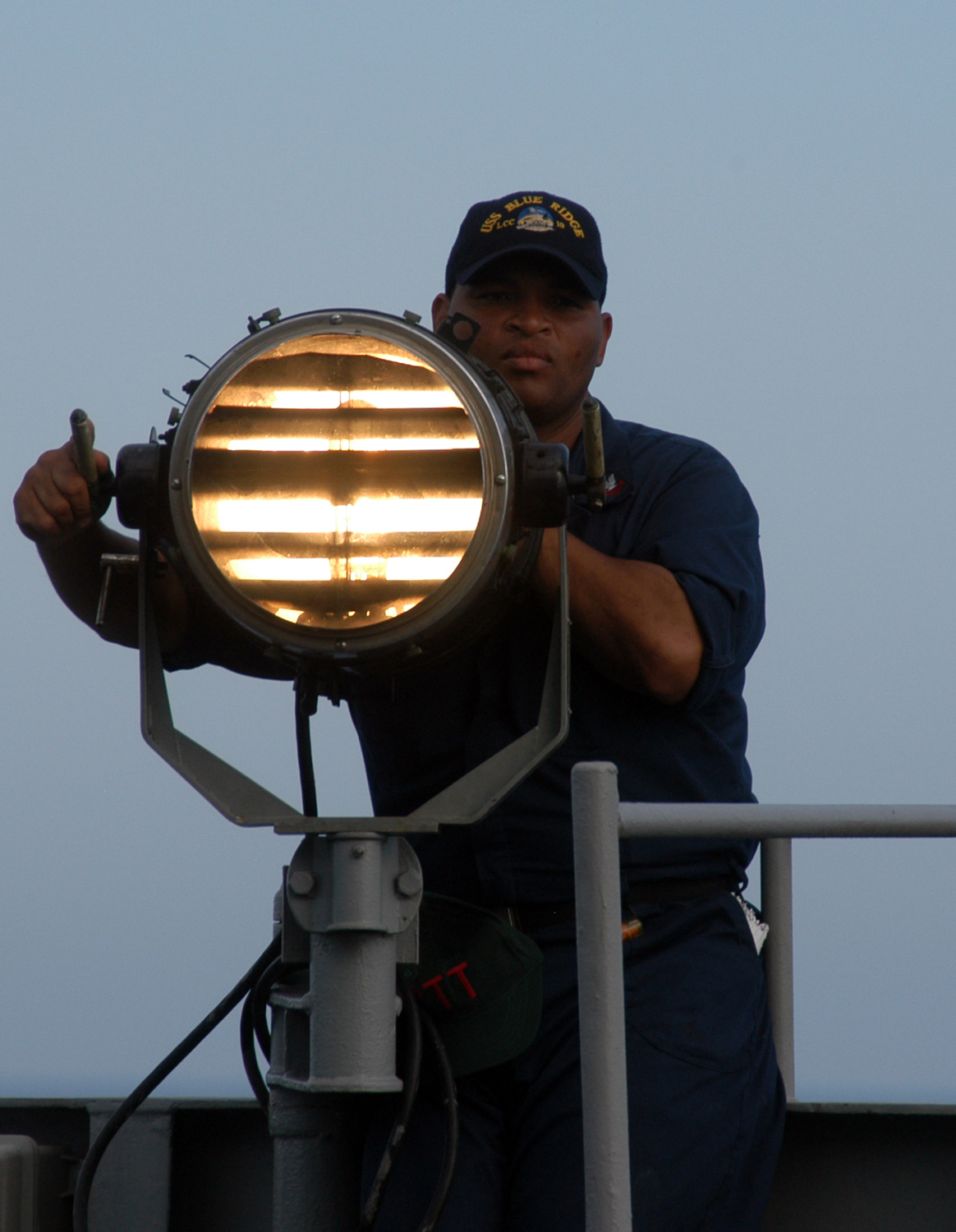
Missatge transmès en Scott (codi Morse lluminós), per un timoner, utilitzant un reflector (US Navy, març de 2005).

El codi pot ser transportat per un senyal de ràdio permanent que s'activa i s'apaga (ona contínua, generalment continuous wave com a CW), o un impuls elèctric a través d'un cable telegràfic (avui dia substituït per altres mitjans de comunicació digital), o un senyal visual (flaix de llum). La idea darrere del desenvolupament del codi Morse és codificar caràcters freqüents amb pocs senyals, i codificar, en canvi, caràcters que apareixen amb menys freqüència en seqüències més llargues. Per exemple, l'e, una lletra molt freqüent, està codificada per un sol punt, el més curt de tots els signes. Les altres 25 lletres estan codificades en quatre senyals com a màxim, els números en cinc senyals. Les seqüències més llargues corresponen a símbols més rars: signes de puntuació, símbols i caràcters especials.
A més del codi Morse, es van crear abreviatures comercials més elaborades que codificaven frases completes en una sola paraula (grup de 5 lletres). Els operadors de telègraf conversaven llavors utilitzant paraules com ara BYOXO (Intenteu allunyar-vos de mi?). ?), LIOUY (Per què no respons a la pregunta? ?) i AYYLU (Confós, repeteix-ho més clarament). La intenció d'aquests codis era optimitzar el cost de les transmissions per cable. Els radioaficionats encara utilitzen certs codis anomenats codi Q i codi Z. Els operadors els utilitzen per intercanviar informació recurrent, com ara la qualitat de l'enllaç, els canvis de freqüència i els telegrames.

### Servei marítim

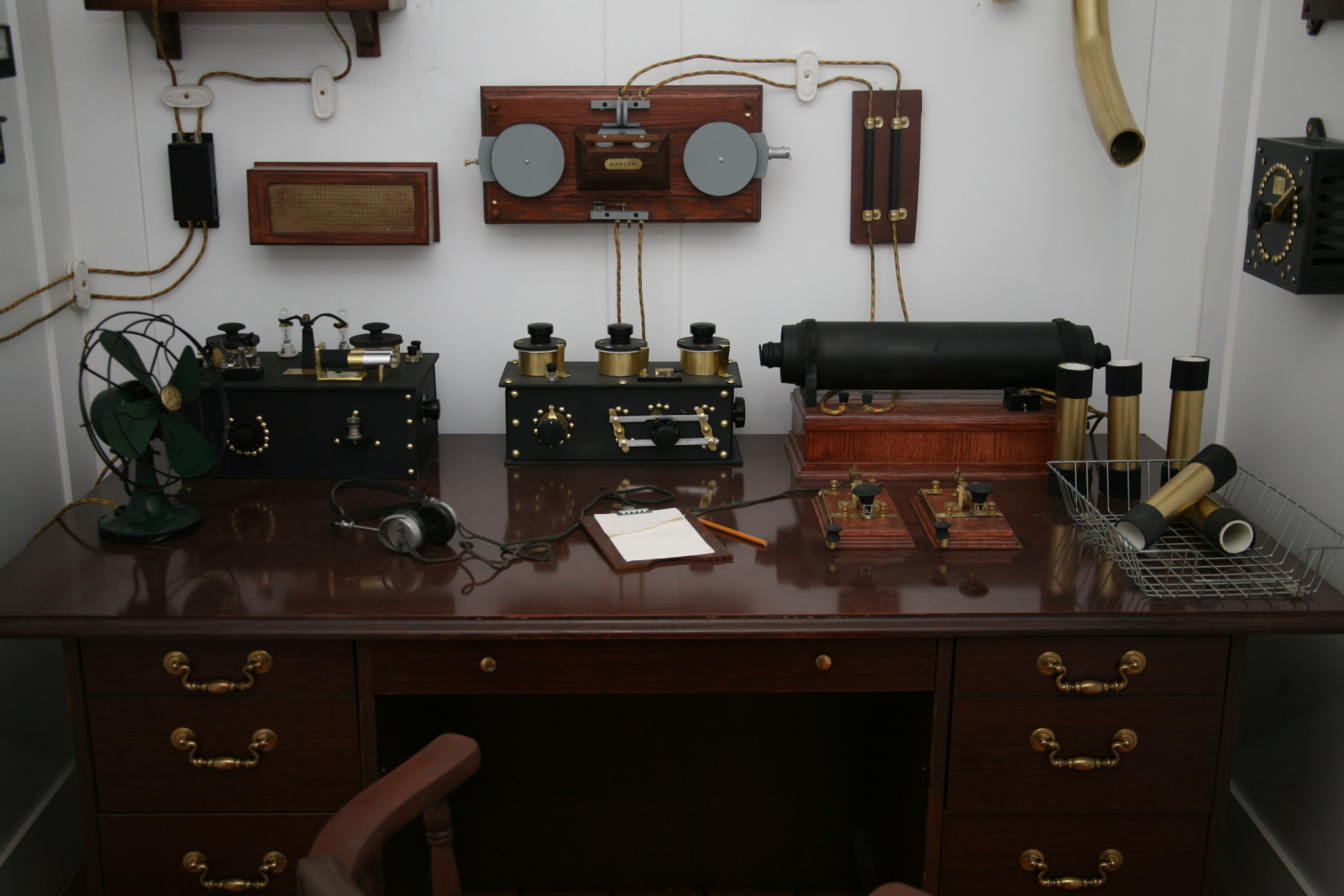
Estació radiotelegràfica tipus Marconi.

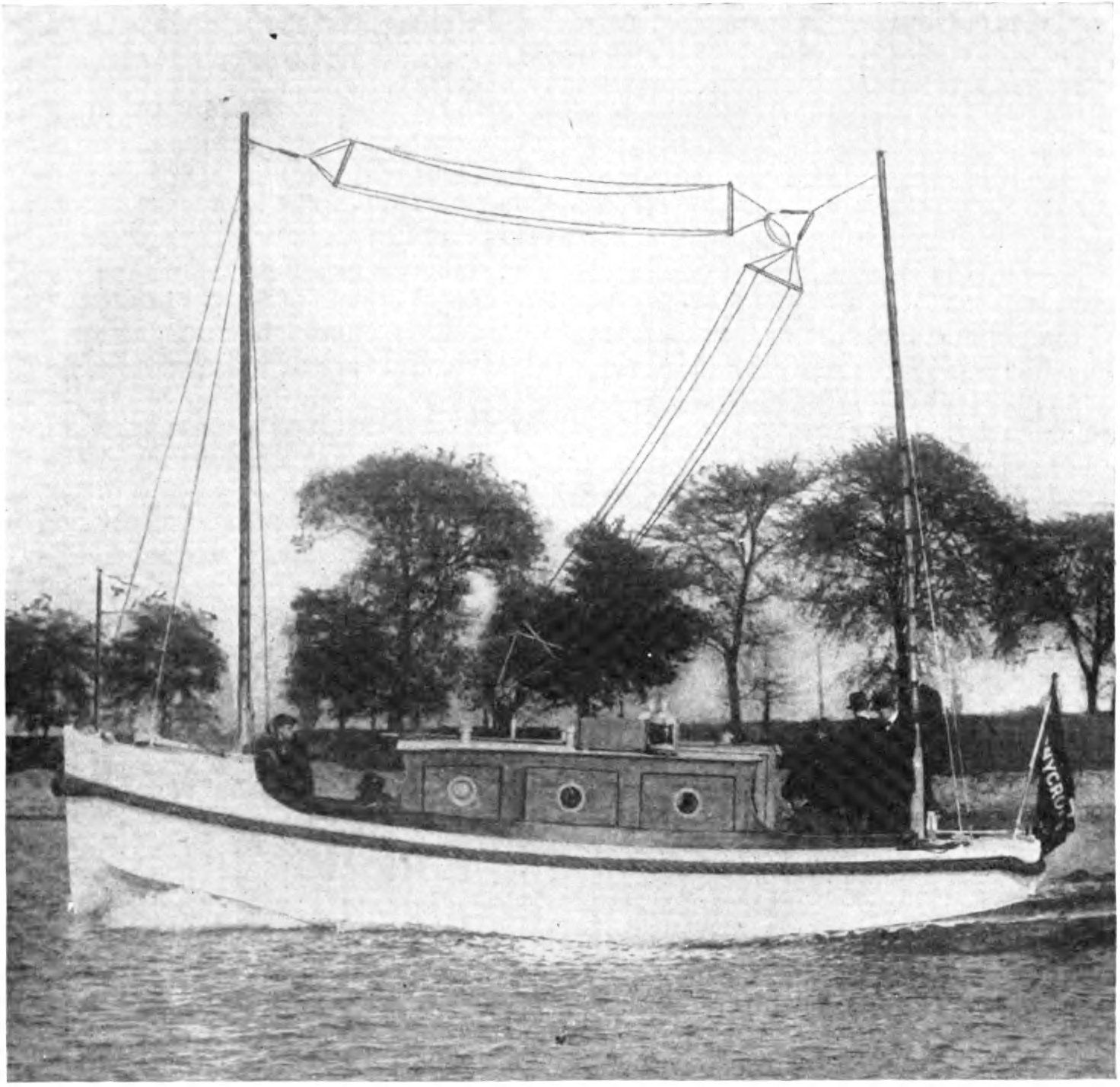
Antena radiotelegràfica de bot salvavides el 1914.

Els primers enllaços radiotelegràfics sense fil que utilitzaven el codi Morse daten de principis del segle XX. El 1903, la Conferència de Berlín va assignar la longitud d'ona de 600 metres (500 kHz) al trànsit de radiotelegrafia Morse al mar i el 1906 va formalitzar el senyal SOS com a trucada de socors. Fins al 1987, diverses conferències mundials de radiocomunicacions van definir les bandes que s'utilitzarien per a les comunicacions de telegrafia Morse.
En el marc del SMDSM de 1999, els serveis marítims costaners  i de molts altres països van abandonar l'atenció radiotelegràfica obligatòria i van cessar les emissions en codi Morse, en particular a la freqüència de 500 kHz  (marítima i aeronàutica) i a la freqüència de 8.364 kHz, assignada al trànsit de socors o a les trucades de radiotelegrafia, des dels anys 1970, després que un sistema de satèl·lits de telecomunicacions hagués pres el relleu. A partir d'aquest moment, el trànsit radiotelegràfic i radiotelefònic marítim que utilitza ones de ràdio va començar a disminuir lentament. No obstant això, encara avui (2010) hi ha freqüències internacionals assignades per la UIT per al temps de radiodifusió, la meteorologia marina o les comunicacions marítimes per radiotelegrafia (entre d'altres, a 4.187 kHz a 4.202 kHz que també pot ser utilitzada per l'aviació civil). La banda 600 metres en particular, continua sent utilitzada per una vintena de països del món, incloent-hi: Aràbia Saudita, Argentina, Azerbaidjan, Camerun, Xina, República del Congo, Djibouti, Eritrea, Estats Units, Indonèsia, Itàlia, Irlanda, Oman, Romania, Federació Russa, Samoa Americana i les Seychelles. Amb algunes excepcions, la majoria de les estacions marítimes que encara estan en funcionament ja no transmeten en Morse més enllà del seu indicatiu i possiblement la seva freqüència de transmissió. Avui dia, algunes freqüències destinades al trànsit CW de la marina mercant encara tenen una assignació, fins i tot si ja no les utilitzen més que uns quants països i molt rarament.
Des de principis del Segle XX i la invenció de la làmpada Aldis, els vaixells també podien comunicar-se mitjançant el codi Morse. Si bé la capacitat d'emetre aquests senyals continua sent un requisit per fer-se oficial de la marina mercant en molts països, inclosa França, aquesta pràctica s'està tornant rara i ara només es troba a la marina i entre certs navegants d'esbarjo.